# Jungfrau
Jungfrau (tiếng Đức nghĩa là "thiếu nữ/trinh nữ") là đỉnh cao nhất trong khối núi cùng tên, nằm tại khu vực Bernese Oberland của Anpơ Bern, nhìn xuống Wengen. Hai đỉnh khác là Eiger cao 3.970 m với mặt phía bắc nổi tiếng của nó và Mönch cao 4.099 m. Jungfrau là đỉnh núi cao thứ ba của Anpơ Bern sau Finsteraarhorn và Aletschhorn.

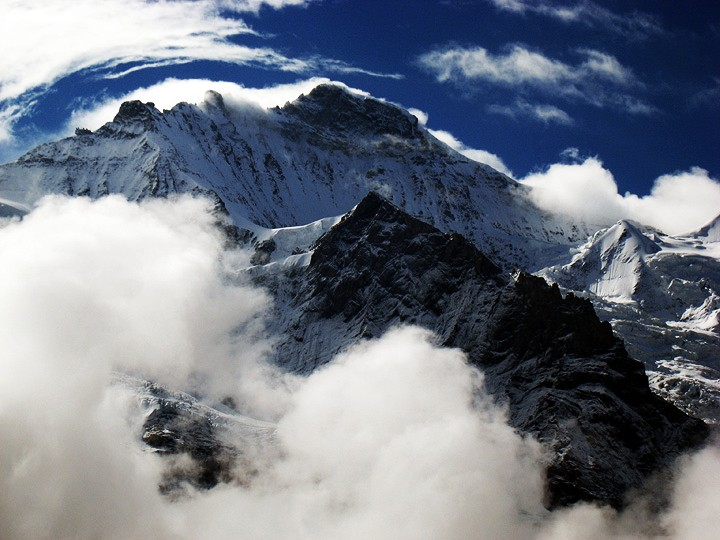
Sườn phía bắc của Jungfrau

Đỉnh núi này được chinh phục lần đầu tiên vào ngày 3 tháng 8 năm 1811 bởi anh em Meyer ở Aarau. Từng có thời rất khó tiếp cận, nhưng hiện nay đường sắt có khía Jungfraubahn đã chạy bên trong núi lên tới nhà ga đường sắt Jungfraujoch ở cao độ 3.454 m (11.332 ft), nhà ga nằm ở cao độ lớn nhất tại châu Âu.
Tàu hỏa đi vào núi xuất phát từ đèo Kleine Scheidegg, nơi có thể đến bằng các tàu hỏa từ các khu đô thị như Grindelwald và Lauterbrunnen. Sau đó, tàu đi vào đường hầm chạy theo hướng đông qua núi Eiger, chỉ một đoạn ngắn sau khi rời đèo Kleine Scheidegg.
Nó chạy gần phía sau mặt bắc của núi Eiger, dừng lại tại Eigerwand, nơi có một cửa sổ dài khoảng 8 m và cao 1 m, ở đoạn giữa của mặt này. Cửa sổ này là nơi trước kia là các lỗ được dùng để loại bỏ đá đã đào bới lên trong quá trình xây dựng đường hầm, và đôi khi được dùng làm điểm tiếp cận để iải cứu các nhà leo núi gặp nạn. Cửa sổ này từng được sử dụng để quay một trong các cảnh cuối của bộ phim The Eiger Sanction của Clint Eastwood. Người ta có thể ra khỏi tàu để ngắm nhìn cảnh quan trước khi tàu tiếp tục chạy sau đó 5 phút. Đường hầm sau đó rẽ sang hướng tây, hướng về phía Jungfrau. Tại đây có điểm dừng thứ hai với cửa sổ nhìn ra Eismeer ("Biển băng") trước khi tàu tiếp tục chạy tới Jungfraujoch. Đường hầm này được xây dựng trong giai đoạn từ năm 1898 tới năm 1912; nó dài khoảng 7 km (4 dặm Anh), với độ dốc đạt 25%. Hành trình từ Kleine Scheidegg tới Jungfraujoch mất khoảng 50 phút, bao gồm cả các lần dừng tại Eigerwand và Eismeer; hành trình trở về là xuống dốc chỉ mất 35 phút.
Một tổ hợp lớn các đường hầm và công trình kiến trúc được xây dựng tại Jungfraujoch, chủ yếu tại mặt phía nam của Mönch. Tại đây có một khách sạn, 2 nhà ăn và một đài thiên văn, một trạm nghiên cứu, một rạp chiếu bóng nhỏ, một trường dạy xki và "cung điện Băng" là tập hợp của các bức tượng điêu khắc phức tạp bằng băng. Một đường hầm khác dẫn ra ngoài tới khu vực bằng phẳng bị tuyết che phủ, nơi người ta có thể đi dạo xung quanh và nhìn xuống Konkordiaplatz và sông băng Aletsch, cũng như các rặng núi xung quanh.